# SBS 골라듣는 뉴스룸
SBS 골라듣는 뉴스룸은 SBS 보도본부에서 제작하는 팟캐스트이다.
팟빵, 네이버 오디오클립, 애플 팟캐스트, SBS 뉴스 홈페이지, 고릴라팟 등의 플랫폼을 통하여 청취할 수 있다.
- 뽀얀거탑
- 이건머니
- 북적북적
- 최종의견
- 책영사
- 축덕쑥덕
- 커튼콜
- 불타는청년